# 張慶文 (少将)
張慶文，男，中华人民共和国政治、軍事人物，中国共产党党员，中國人民解放軍少將

## 生平
不晚于2013年5月，任中国人民解放军南昌陆军学院政治部主任。之后（时间不详）任中国人民解放军江西省军区政治部副主任、政治工作局主任。
2020年4月，任中国人民武装警察部队安徽省总队党委书记、政治委员，晋升武警少将警衔。
不晚于2022年6月，任中国人民武装警察部队广东省总队党委书记、政治委员。
不晚于2024年8月，任中国人民解放军河南省军区党委书记、政治委员，改授中国人民解放军少将军衔。
是江西省第十二届人民代表大会驻赣人民解放军代表。